# كارين لين ديفيدسون
كارين لين ديفيدسون (بالإنجليزية: Karen Lynn Davidson)‏ هي كاتبة ترانيم أمريكية، ولدت في 1943.

## وصلات خارجية
- كارين لين ديفيدسون على موقع ميوزك برينز (الإنجليزية)